# Anne Alvaro

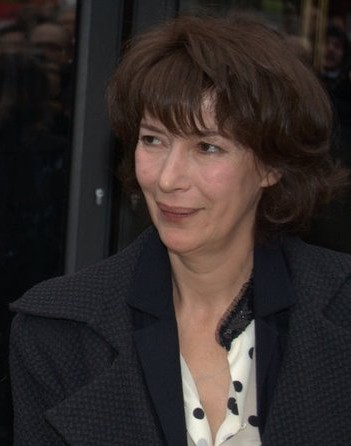
Anne Alvaro (2011)

Anne Alvaro (* 29. Oktober 1951 in Oran, Algerien) ist eine französische Schauspielerin.

## Leben
Anne Alvaro wanderte mit ihrer Familie im Alter von drei Jahren nach Frankreich ein. Im Alter von 10 Jahren begann sie mit dem Schauspielstudium am Conservatoire de Créteil. Anschließend spielte sie Theater, unter anderem für Regisseure wie Denis Llorca, Andrew Engel, George Lavaudant und Bernard Sobel. Ihr Leinwanddebüt gab sie in dem 1973 erschienenen und von Daniel Georgeot inszenierten Fernsehfilm Magie rouge an der Seite von Jean Le Poulain und Paul Barge. Ihre beiden größten Erfolge hatte sie mit ihren Darstellungen in Lust auf Anderes und Der Klang von Eiswürfeln, für die sie 2001 und 2011 jeweils mit dem französischen Filmpreis César als Beste Nebendarstellerin ausgezeichnet wurde.

## Filmografie (Auswahl)
- 1973: Magie rouge
- 1983: Danton
- 1984: Fluchtpunkte (Point de fuite)
- 1992: Charlotte – „Leben oder Theater?“ (Charlotte, ‚vie ou théâtre?‘)
- 1996: Der Schrei der Seide (Le cri de la soie)
- 2000: Lust auf Anderes (Le goût des autres)
- 2003: Gleichstellung (La chose publique)
- 2007: Schmetterling und Taucherglocke (Le scaphandre et le papillon)
- 2008: Das Büro Gottes (Les bureaux de Dieu)
- 2010: Der Klang von Eiswürfeln (Le bruit des glaçons)
- 2010: Engrenages (Fernsehserie, 7 Folgen)
- 2012: Camille – Verliebt nochmal! (Camille redouble)
- 2013: Mr. Morgans letzte Liebe (Mr. Morgan’s Last Love)
- 2014: Yves Saint Laurent
- 2015: Mary Higgins Clark: Mysteriöse Verbrechen (Collection Mary Higgins Clark, la reine du suspense, Fernsehserie, 1 Folge)
- 2017: Voll verschleiert (Cherchez la femme)

## Auszeichnung
- César 2001: Beste Nebendarstellerin für Lust auf Anderes
- César 2011: Beste Nebendarstellerin für Der Klang von Eiswürfeln